# 明和eテック
株式会社明和eテック（めいわイーテック、英文社名:MEIWA e-TEC Co., LTD）は、愛知県豊田市に本社を置く日本の会社。AMR(自律走行搬送ロボット)、AI・ビッグデータ、ロボット・機械装置、電機・FA制御、製造DXの各技術を融合させ、システム設計から現地作業までトータルソリューションで自動車産業支援を行う企業。

## 概要
1974年（昭和49年）に創立。自動車産業の生産ライン設備の電気的制御に端を発し、生産指示・管理アンドン（トヨタ生産方式の要素の1つ）などを手掛け、トヨタ自動車の発展に追従する形で事業を拡充。AMR(自律走行搬送ロボット)、AI・ビッグデータ、ロボット・機械装置などの技術・ノウハウを広げる。

## 沿革
- 1969年 - 豊田市明和町にて明和電機工業を創立。
- 1974年（昭和49年）に創立。自動車産業の生産ライン設備の電気的制御に端を発し、生産指示・管理アンドン（トヨタ生産方式の要素の1つ）などを手掛け、トヨタ自動車の発展に追従する形で事業を拡充。21世紀に入り、トレーサビリティや産業用ロボットなど生産設備のITシステム開発、X線[1]などを使った生産ラインに組込める画像検査装置などといった非破壊検査装置[1]やセンシングなどの技術・ノウハウ[2]を広げる。
- 1992年 - 北海道営業所を開設。同年に環境対策設備部門としてグループ会社株式会社メックインターナショナルを設立。
- 2000年 - 米国ケンタッキー州に現地法人MEIWA USA,INCを設立。
- 2003年 - 株式会社明和eテックに社名変更。
- 2005年 - 九州営業所を開設。
- 2009年 - 本社機能・研究開発機能・生産機能を集約し豊田市西新町に本社ビル・工場を移転[3]。
- 2011年 - タイに現地法人 MEIWA TECHNOLOGY (THAILAND)co.,LTD[4]と、中国天津市に現地法人明和人維数控技術有限公司を設立。
- 2013年 - 名古屋分室を開設[5]
- 2015年 - 持株会社「明和ホールディングス」設立。協力会「明結会」を発足。
- 2020年 - 鈴鹿営業所を開設。
- 2021年 - 関西営業所を開設。

## その他
加入団体等
- 日本非破壊検査協会会員
- 画像センシング技術研究会会員
- 経済産業省 中部経済産業局 次世代自動車地域産学官フォーラムパートナー
- 国土交通省 中部圏インフラ用ロボットコンソーシアム会員
- 名古屋大学協力会
- 社団法人 豊田法人会
- 豊田安全衛生マネジメント TSHM賛同会員
- トヨタ自動車安全衛生協力会
- 栄豊会
- 豊田商工会議所
- 名古屋商工会議所
- 日本適合性認定協会(JIS Q) ISO14001:2004 分類18､19 認証取得